# Строкин, Андрей Александрович
Андре́й Алекса́ндрович Стро́кин (род. 9 мая 1977, Чернушка, Пермский край) — российский пловец — паралимпиец. Пятикратный чемпион летних Паралимпийских игр, трёхкратный чемпион мира, многократный чемпион Европы, мировой рекордсмен, заслуженный мастер спорта России по плаванию среди спортсменов с нарушением зрения. Генеральный секретарь Паралимпийского комитета России.
Начинал заниматься спортом (плаванием) в г. Уфе. Кроме плавания занимался борьбой, футболом, хоккеем. В паралимпийской сборной команде России с 1998 по 2008 годы.
Принимал активное участие в Церемонии открытия зимних Паралимпийских игр 2014.

## Образование
Башкирский Государственный Педагогический Университет, факультет физической культуры, специальность педагог.
Современный Гуманитарный Институт (г. Москва), юридический факультет, специальность бакалавр юриспруденции.
Воспитанник СРЦИЗ «Луч» и СДЮШОР № 18 г. Уфы

## Спортивная биография
многократный чемпион России и рекордсмен мира на дистанциях 50 и 100 м вольным стилем и брассом среди инвалидов по зрению;
чемпион Мира (1998, 2003, 2007 гг.);
чемпион Паралимпийских игр (двукратный 2000 г., 3-кратный, 2004°г.);
бронзовый призёр Паралимпийских игр (2004 г., 2-кратный, 2008 г.);
серебряный (2002 г.) и бронзовый (2006 г.) призёр чемпионатов Мира;
чемпион, серебряный и бронзовый призёр Всемирных Игр инвалидов (2003 г.);
участник Зимних и Летних Паралимпийских Игр в Афинах (2004 г.) и Турине (2006 г.) по плаванию, завоевал 3 золотые и 1 серебряную медали;
двукратный бронзовый призёр XIII Паралимпийских игр в Пекине (Китай-2008 г.) по плаванию.

## Семья
Женат. Имеет двух дочерей — Екатерину и Александру.

## Награды
- Орден Александра Невского (1 июля 2022 года) — за обеспечение успешной подготовки спортсменов, добившихся высоких спортивных достижений на Играх XXXII Олимпиады и XVI Паралимпийских летних играх 2020 года в городе Токио (Япония)[1].
- Орден Почёта (10 августа 2006 года) — за большой вклад в развитие физической культуры и спорта, высокие спортивные достижения на XII Паралимпийских летних играх 2004 года в городе Афинах (Греция)[2]
- Орден Дружбы (6 апреля 2002 года) — за большой вклад в развитие физической культуры и спорта, высокие спортивные достижения на XI Паралимпийских играх 2000 года в Сиднее (Австралия)[3]
- Медаль ордена «За заслуги перед Отечеством» II степени (30 сентября 2009 года) — за большой вклад в развитие физической культуры и спорта, высокие спортивные достижения на XIII Паралимпийских играх 2008 года в Пекине[4].
- Орден «За заслуги перед Республикой Башкортостан» (2004 год).
- Орден Салавата Юлаева (2008 год).
- Награждён орденом «Дружбы народов» РБ (2000 г.);
- Заслуженный мастер спорта России (1999 год).

Награждён почетным знаком «Выдающийся спортсмен Республики Башкортостан» (1999).